# Bellova vrsta
Bellova vrsta je v matematiki formalna potenčna vrsta, s katero se proučujejo značilnosti aritmetičnih funkcij. Vrste je uvedel, proučeval in razvil Eric Temple Bell.
Za dano aritmetično funkcijo {\displaystyle f} in praštevilo {\displaystyle p}, je formalna potenčna vrsta {\displaystyle f_{p}(x)}, imenovana Bellova vrsta {\displaystyle f} modulo {\displaystyle p}, določena kot:
{\displaystyle f_{p}(x)=\sum _{n=0}^{\infty }f(p^{n})x^{n}\!\,.}
Multiplikativni funkciji sta enaki, če so enake vse njune Bellove vrste. To dejstvo se včasih imenuje izrek edinstvenosti. Za dani multiplikativni funkciji {\displaystyle f} in {\displaystyle g}, velja {\displaystyle f=g}, če in samo če:
{\displaystyle f_{p}(x)=g_{p}(x)\!\,} za vsa praštevila {\displaystyle p}.
Dve vrsti se lahko množi (izrek o množenju): za poljubni dve aritmetični funkciji {\displaystyle f} in {\displaystyle g} naj je {\displaystyle h=f*g} njuna Dirichletova konvolucija. Za vsako praštevilo {\displaystyle p} potem velja: 
{\displaystyle h_{p}(x)=f_{p}(x)g_{p}(x)\!\,.}
V posebnem primeru je preprosto najti Bellovo vrsti za Dirichletov inverz.
Če je {\displaystyle f} popolnoma multiplikativna (multiplikativna za vsa pozitivna cela števila, ne le za tuja), velja:
{\displaystyle f_{p}(x)={\frac {1}{1-f(p)x}}\!\,.}

## Zgledi
Nekaj Bellovih vrst za znane aritmetične funkcije:
- Möbiusova funkcija {\displaystyle \mu } - {\displaystyle \mu _{p}(x)=1-x\!\,.}
- Eulerjeva funkcija {\displaystyle \phi } - {\displaystyle \phi _{p}(x)={\frac {1-x}{1-px}}\!\,.}
- multiplikativna enakost Dirichletove konvolucije {\displaystyle \delta \,} - {\displaystyle \delta _{p}(x)=1\!\,.}
- Liouvillova funkcija {\displaystyle \lambda } - {\displaystyle \lambda _{p}(x)={\frac {1}{1+x}}.}
- potenčna funkcija Idk - {\displaystyle ({\textrm {Id}}_{k})_{p}(x)={\frac {1}{1-p^{k}x}}.} Tukaj je Idk popolnoma multiplikativna funkcija {\displaystyle \operatorname {Id} _{k}(n)=n^{k}}.
- funkcija števila deliteljev {\displaystyle \sigma _{k}} - {\displaystyle (\sigma _{k})_{p}(x)={\frac {1}{1-\sigma _{k}(p)x+p^{k}x^{2}}}.}